# Tancerka (rzeźba w Poznaniu)

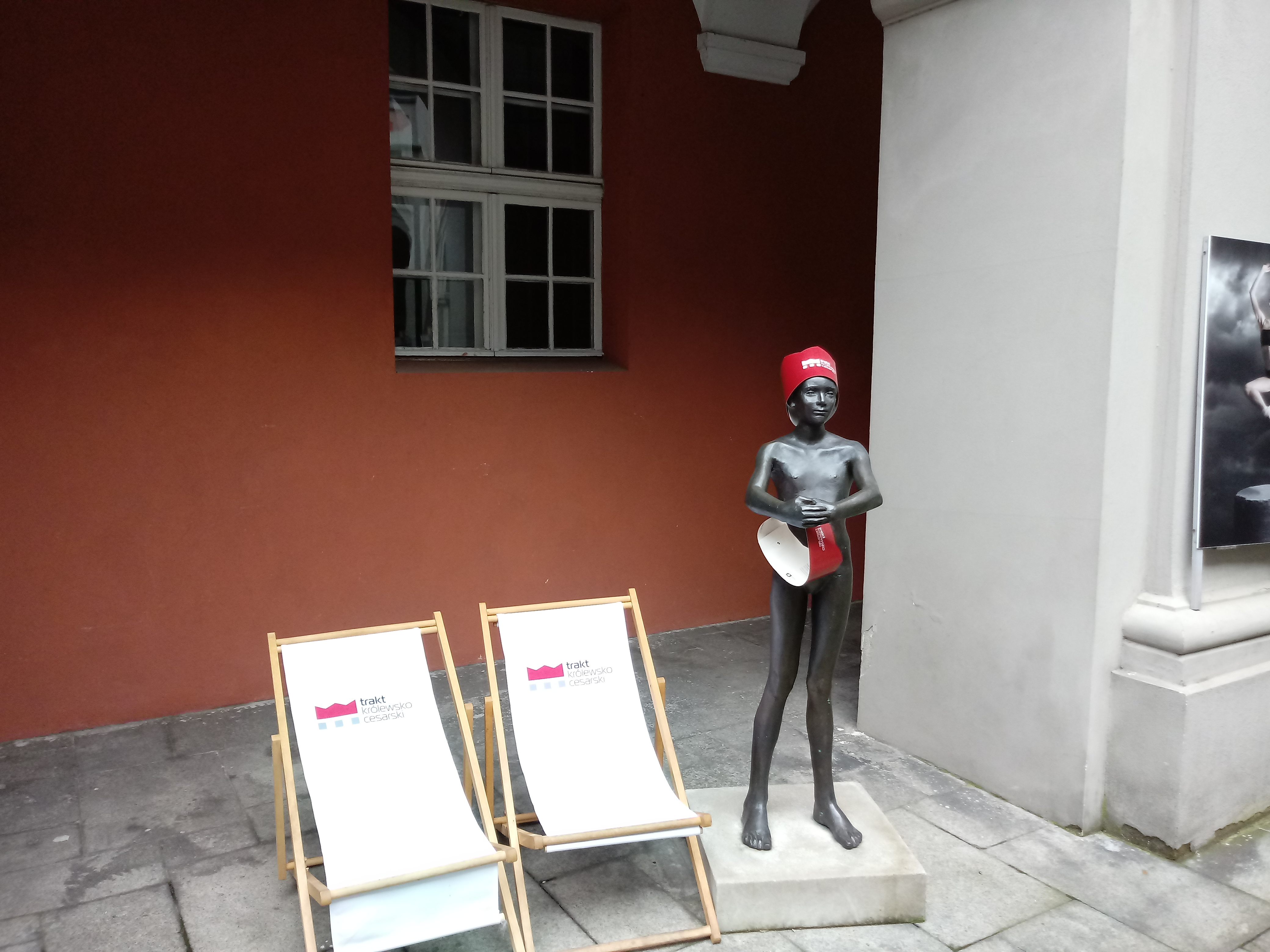
Rzeźba „Tancerka” na dziedzińcu Szkoły Baletowej podczas XII Weekendu z Historią na Trakcie Królewsko-Cesarskim, 23–24 września 2017

Tancerka – rzeźba plenerowa zlokalizowana w Poznaniu na wewnętrznym dziedzińcu zabytkowego kompleksu Państwowej Szkoły Baletowej w obrębie Starego Miasta przy ul. Gołębiej.
Dzieło odsłonięto 20 czerwca 2008, autorką jest Małgorzata Kopczyńska. Rzeźba przedstawia dojrzewającą nagą tancerkę w jednej z podstawowych, baletowych figur wyjściowych. Artystka pragnęła ukazać moment przejścia od dziecinności, niewinności do przeczuwanej dorosłości, kobiecości. Wcześniej (w galeriach) dzieło eksponowane było wraz z lustrem, w którym dziewczynka się przeglądała. Na dziedzińcu szkolnym lustra nie ma – jego funkcję przejęło otoczenie, uczennice. Artystka zadedykowała „Tancerkę” swojemu ojcu, profesorowi Józefowi Kopczyńskiemu z dawnej ASP w Poznaniu, który kładł szczególny nacisk na kwestie formalne dzieła sztuki (był twórcą m.in. „Pływaczki” na Ratajach).
W niedalekiej odległości od „Tancerki” znajduje się w Poznaniu „Pomnik koziołków”.